# セティ2世
セティ2世（Seti II、在位：紀元前1199年 - 紀元前1193年）は、古代エジプト第19王朝第6代目のファラオ。メルエンプタハの子であるとされる。即位名はウセルケペルラー・セテプエンラー、意味はラーのごとく力強き、ラーのごとく永遠なるもの。

## 生涯
メルエンプタハの息子だと考えられるが、同時期に在位した王アメンメセスとの関係はよく分かっていない。
有力な説として考えられるのは、二人は異母兄弟で、正当な後継者であった兄のセティ2世を差し置いてアメンメセスが王に即位したとするものである。
もう一つの説では、セティ2世の治世1年目以降のある時点でアメンメセスが兄王不在のテーベで王を僭称したとされる。テーベにおけるセティ2世の治世の記録が2年目以降で途切れていること、アメンメセスの記録の多くがテーベを中心とする上エジプトとヌビアで見つかっていること、王家の谷のセティ二世の王墓に破壊された跡が見られること等、この説は裏付けとなる資料が多数確認されている。特に、セティ2世即位時に王墓建設を責任者だったネフェルヘテプという人物がアメンメセスの治世中に殺されたとする記録は決定的な証拠とされている。
どちらの説が正しいにせよ、アメンメセスの治世は4年程で終わった。単独の統治者となったセティ2世は未完成の王墓を始め、アメンメセスの記念碑から名前を抹消しようとした。だがセティ2世もまた在位6年程で没し、王族のサプタハが後を継いだ